# Römisch-katholische Kirche in Sierra Leone

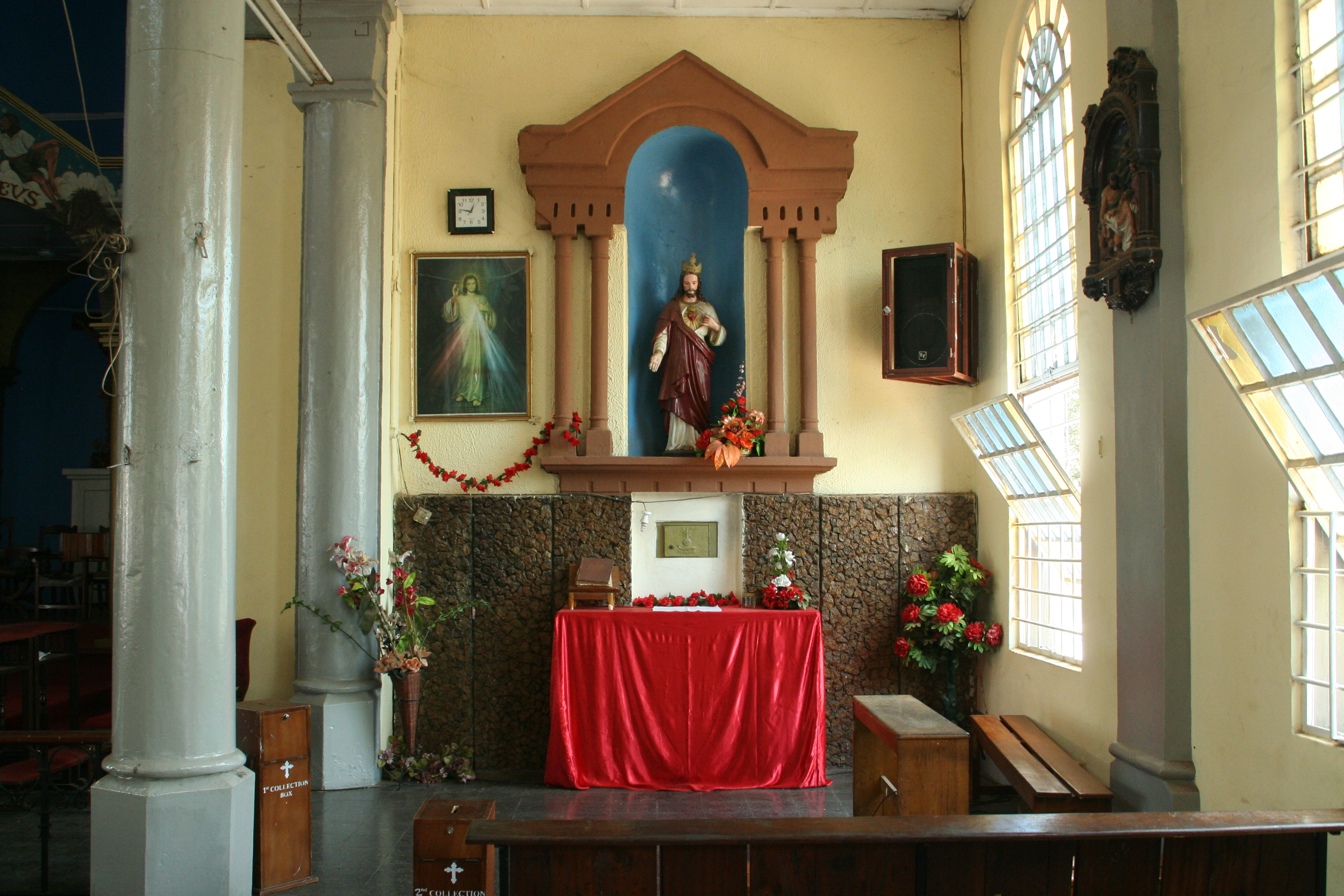
St. Anthony in Freetown

Die römisch-katholische Kirche in Sierra Leone (englisch Catholic Church in Sierra Leone) ist Teil der weltweiten römisch-katholischen Kirche.

## Geschichte und Gliederung
Die katholische Kirche in Sierra Leone geht auf das Jahr 1510 zurück, als die ersten portugiesischen Missionare ins Land kamen. Bereits 1532 wurde die erste Diözese gegründet, die auch das heutige Sierra Leone umfasste.
Die Katholische Kirche ist in der Kirchenprovinz Freetown organisiert. Metropolit und Erzbischof von Freetown ist seit 2008 Edward Tamba Charles.
- Erzbistum Freetown: 1971 als Erzbistum Freetown und Bo gegründet; etwa 70.000 Gläubige und 28 Priester[2]
- Bistum Bo: 2011 aus dem Erzbistum Freetown und Bo herausgetrennt; 100.000 Gläubige in 15 Gemeinden mit 30 Priestern[3]
- Bistum Kenema: 1970 gegründet; etwa 80.000 Gläubige in 16 Gemeinden mit 21 Priestern.[4]
- Bistum Makeni: 1952 gegründet; 21 Gemeinden mit 29 Priestern (Stand 2009)[5]